# Conchocarpus guyanensis
Conchocarpus guyanensis är en vinruteväxtart som först beskrevs av August Adriaan Pulle, och fick sitt nu gällande namn av J. A. Kallunki & J. R. Pirani. Conchocarpus guyanensis ingår i släktet Conchocarpus och familjen vinruteväxter. Inga underarter finns listade i Catalogue of Life.